# 1460-ті
В Англії триває боротьба між династіями Йорків та Ланкастерів — Війна Червоної та Білої троянд.
В Японії розпочалася смута Онін, що переросла в тривалу громадянську війну.